# Fachwerkhaus Strukturstraße 7

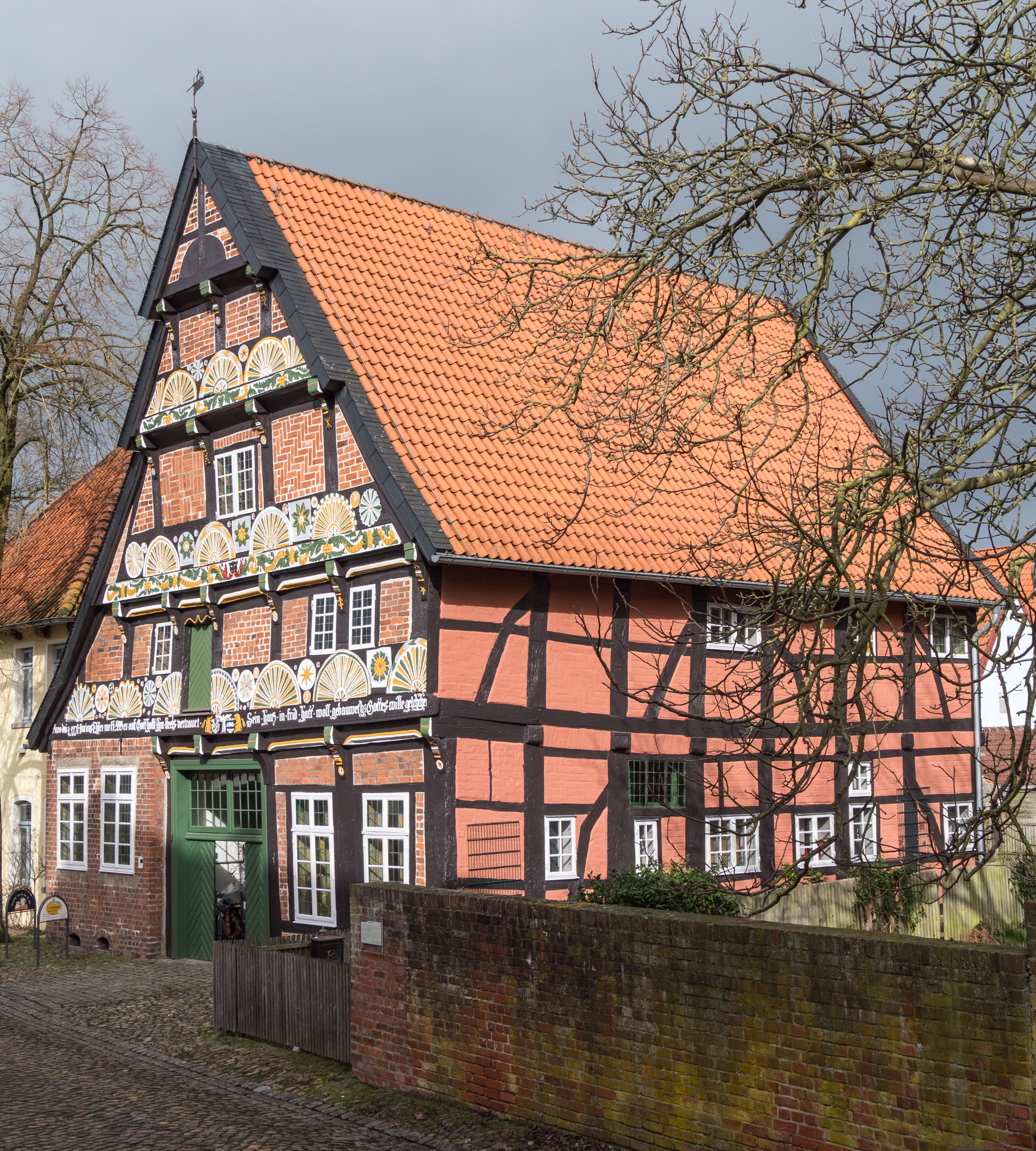
Strukturstrasse 7 in Verden (Aller)

Das Fachwerkhaus Strukturstraße 7 in Verden (Niedersachsen) ist ein 1577 unter dem Einfluss der Weserrenaissance errichtetes dreigeschossiges Ziegelfachwerkhaus. Das fälschlicherweise auch als Ackerbürgerhaus bezeichnete Dielenhaus sticht besonders durch seine Giebel an der Fachwerkfassade hervor, die durch ein farbig gefasstes ornamentales Schnitzwerk, reich an Fächerrosetten, Blattwerk und Ranken, geschmückt sind. Es ist eines der ältesten Häuser in Verden und „gilt als einer der prächtigsten Bauten der Weserrenaissance im nördlichen Weserraum“ und wichtiges profanes Baudenkmal in Verden. Bauherr war Henricus Ehlers (Elvers), Notar und Vikar an der Kirche St. Andreas. Der Andreaskanoniker ließ hier eine der ersten hochdeutschen Inschriften Verdens anbringen. Die Herzogin Charlotte Sophia von Kurland (1651–1728), seit 1688 Reichsäbtissin im Stift Herford, verbrachte ihr Exil (familiäre Erbstreitigkeiten) von 1703 bis zu ihrem Tode in dem Haus.
Das Gebäude wurde 1971 von der Stadt gekauft. Es kam zu einem wenig sensiblen Umbau zur Bibliothek des Deutschen Pferdemuseums. Im Jahr 2000 zog das Pferdemuseum in ein neues Domizil am Holzmarkt. Zwischen 2004 und 2007 wurde das Gebäude aufwendig saniert. 2008 wurde anlässlich der Einweihung des ersten John-Lennon-Denkmals in Deutschland, in Verden, im Gebäude die Sonderausstellung „The many faces of John Lennon“ gezeigt.
Die Zugänglichkeit des Erdgeschosses für die Öffentlichkeit ist durch die Überlassung des Geschosses durch die Stadt an eine Galerie bzw. einen Kunsthandwerker gewährleistet. In den Räumen werden auch Konzerte veranstaltet. 2012 sollte im oberen Stockwerk in einer Außenstelle des Historischen Museums eine multimediale Präsentation zur Geschichte der Stadt Verden gezeigt werden. Die Stadt stellte dafür 58.000 Euro zur Verfügung.